# Proteinska tirozinska fosfataza
Proteinske tirozinske fosfataze (PTP) su grupa enzima koji odstranjuju fosfatne grupe sa fosforilisanih tirozinskih ostataka. Proteinska tirozinska (pTyr) fosforilacija je česta posttranslaciona modifikacija koja može da formira nove motive prepoznavanja za proteinske interakcije i ćelijsku lokalizaciju, koja utiče na stabilnost proteina, i kojom se reguliše enzimska aktivnost. Održavanje odgovarajućeg nivoa proteinske tirozinske fosforilacije esencijalno za mnoge ćelijske funkcije. Tirozin-specifične proteinske fosfataze (PTPaze; EC 3.1.3.48) katalizuju uklanjanje fosfatnih grupa vezanih za tirozinske ostatke, koristeći cisteinil-fosfatni enzimski intermedijer. Ti enzimi su ključna regulatorna komponenta u putevima prenosa signala (kao što su putevi  kinaza) i u kontroli ćelijskog ciklusa. Oni imaju važnu ulogu u kontroli ćelijskog rasta, proliferacije, diferencijacije i transformacije.

## Funkcije
Zajedno sa tirozinskim kinazama, proteinske tirozinske fosfataze regulišu fosforilaciono stanje mnogih važnih signalnih molekula, kao što je familija  kinaza. PTP enzimi su smatraju integralnom komponentom kaskada prenosa signala, mada su u manjoj meri izučavane u odnosu na tirozinske kinaze.
Proteinske tirozinske fosfataze učestvuju u regulaciji mnogih ćelijskih procesa, kao što su:
- Ćelijski rast
- Ćelijska diferencijacija
- Mitozni ciklus
- Onkogene transformacije

### Zajednički elementi
Sve PTPaze sadrže visoko konzervirani C(X)5R motiv u njihovom aktivnom mestu (motiv PTP potpisa), koriste zajednički katalitički mehanizam, i imaju slične strukture formirane od centralne paralelne beta-ravni sa bočnim alfa heliksima koji sadrže beta-petlja-alfa-petlja strukturu koja obuhvata motiv PTP potpisa. Funkcionalna raznovrsnost pojedinih PTPaza je omogućena regulatornim domenima i podjedinicama.
| Fosfotirozinska proteinska fosfataza male molekulske težine                                        | Fosfotirozinska proteinska fosfataza male molekulske težine |
| -------------------------------------------------------------------------------------------------- | ----------------------------------------------------------- |
| Struktura fosfotirozinska proteinska fosfataza male molekulske težine.                             |                                                             |
| Identifikatori                                                                                     |                                                             |
| Simbol                                                                                             | LMWPc                                                       |
| Pfam                                                                                               | PF01451                                                     |
| InterPro                                                                                           | IPR017867                                                   |
| SMART                                                                                              | SM00226                                                     |
| SCOP                                                                                               | 1phr                                                        |
| SUPERFAMILY                                                                                        | 1phr                                                        |
| Dostupne proteinske strukture: Pfam structures PDB RCSB PDB ; PDBe ; PDBj PDBsum structure summary |                                                             |
| Dostupne proteinske strukture:                                                                     |                                                             |
| Pfam                                                                                               | structures                                                  |
| PDB                                                                                                | RCSB PDB; PDBe; PDBj                                        |
| PDBsum                                                                                             | structure summary                                           |

| Dostupne proteinske strukture: | Dostupne proteinske strukture: |
| ------------------------------ | ------------------------------ |
| Pfam                           | structures                     |
| PDB                            | RCSB PDB; PDBe; PDBj           |
| PDBsum                         | structure summary              |

| Proteinska tirozinska fosfataza                                                                    | Proteinska tirozinska fosfataza |
| -------------------------------------------------------------------------------------------------- | ------------------------------- |
| Struktura proteinske tirozinske fosfataze.                                                         |                                 |
| Identifikatori                                                                                     |                                 |
| Simbol                                                                                             | Y_phosphatase                   |
| Pfam                                                                                               | PF00102                         |
| Pfam klan                                                                                          | CL0031                          |
| InterPro                                                                                           | IPR000242                       |
| SMART                                                                                              | SM00194                         |
| PROSITE                                                                                            | PS50055                         |
| SCOP                                                                                               | 1ypt                            |
| SUPERFAMILY                                                                                        | 1ypt                            |
| Dostupne proteinske strukture: Pfam structures PDB RCSB PDB ; PDBe ; PDBj PDBsum structure summary |                                 |
| Dostupne proteinske strukture:                                                                     |                                 |
| Pfam                                                                                               | structures                      |
| PDB                                                                                                | RCSB PDB; PDBe; PDBj            |
| PDBsum                                                                                             | structure summary               |

| Dostupne proteinske strukture: | Dostupne proteinske strukture: |
| ------------------------------ | ------------------------------ |
| Pfam                           | structures                     |
| PDB                            | RCSB PDB; PDBe; PDBj           |
| PDBsum                         | structure summary              |

| Fosfataza dualne specifičnosti, katalitički domen                                                  | Fosfataza dualne specifičnosti, katalitički domen |
| -------------------------------------------------------------------------------------------------- | ------------------------------------------------- |
| Struktura VHR fosfataze dualne specifičnosti.                                                      |                                                   |
| Identifikatori                                                                                     |                                                   |
| Simbol                                                                                             | DSPc                                              |
| Pfam                                                                                               | PF00782                                           |
| Pfam klan                                                                                          | CL0031                                            |
| InterPro                                                                                           | IPR000340                                         |
| PROSITE                                                                                            | PDOC00323                                         |
| SCOP                                                                                               | 1vhr                                              |
| SUPERFAMILY                                                                                        | 1vhr                                              |
| Dostupne proteinske strukture: Pfam structures PDB RCSB PDB ; PDBe ; PDBj PDBsum structure summary |                                                   |
| Dostupne proteinske strukture:                                                                     |                                                   |
| Pfam                                                                                               | structures                                        |
| PDB                                                                                                | RCSB PDB; PDBe; PDBj                              |
| PDBsum                                                                                             | structure summary                                 |

| Dostupne proteinske strukture: | Dostupne proteinske strukture: |
| ------------------------------ | ------------------------------ |
| Pfam                           | structures                     |
| PDB                            | RCSB PDB; PDBe; PDBj           |
| PDBsum                         | structure summary              |

| Proteinska tirozinska fosfataza, SIW14-slična                                                      | Proteinska tirozinska fosfataza, SIW14-slična |
| -------------------------------------------------------------------------------------------------- | --------------------------------------------- |
| Struktura fosfoproteinske fosfataze iz Arabidopsis thaliana.                                                           |                                               |
| Identifikatori                                                                                     |                                               |
| Simbol                                                                                             | Y_phosphatase2                                |
| Pfam                                                                                               | PF03162                                       |
| Pfam klan                                                                                          | CL0031                                        |
| InterPro                                                                                           | IPR004861                                     |
| Dostupne proteinske strukture: Pfam structures PDB RCSB PDB ; PDBe ; PDBj PDBsum structure summary |                                               |
| Dostupne proteinske strukture:                                                                     |                                               |
| Pfam                                                                                               | structures                                    |
| PDB                                                                                                | RCSB PDB; PDBe; PDBj                          |
| PDBsum                                                                                             | structure summary                             |

| Dostupne proteinske strukture: | Dostupne proteinske strukture: |
| ------------------------------ | ------------------------------ |
| Pfam                           | structures                     |
| PDB                            | RCSB PDB; PDBe; PDBj           |
| PDBsum                         | structure summary              |

| PTPLA                                                                                              | PTPLA                |
| Identifikatori                                                                                     | Identifikatori       |
| -------------------------------------------------------------------------------------------------- | -------------------- |
| Simbol                                                                                             | PTPLA                |
| Pfam                                                                                               | PF04387              |
| InterPro                                                                                           | IPR007482            |
| Dostupne proteinske strukture: Pfam structures PDB RCSB PDB ; PDBe ; PDBj PDBsum structure summary |                      |
| Dostupne proteinske strukture:                                                                     |                      |
| Pfam                                                                                               | structures           |
| PDB                                                                                                | RCSB PDB; PDBe; PDBj |
| PDBsum                                                                                             | structure summary    |

| Dostupne proteinske strukture: | Dostupne proteinske strukture: |
| ------------------------------ | ------------------------------ |
| Pfam                           | structures                     |
| PDB                            | RCSB PDB; PDBe; PDBj           |
| PDBsum                         | structure summary              |

## Literatura
- Nicholas C. Price; Lewis Stevens (1999). Fundamentals of Enzymology: The Cell and Molecular Biology of Catalytic Proteins (Third изд.). USA: Oxford University Press. ISBN 019850229X.
- Eric J. Toone (2006). Advances in Enzymology and Related Areas of Molecular Biology, Protein Evolution (Volume 75 изд.). Wiley-Interscience. ISBN 0471205036.
- Branden C; Tooze J. Introduction to Protein Structure. New York, NY: Garland Publishing. ISBN 0-8153-2305-0.
- Irwin H. Segel. Enzyme Kinetics: Behavior and Analysis of Rapid Equilibrium and Steady-State Enzyme Systems (Book 44 изд.). Wiley Classics Library. ISBN 0471303097.
- William P. Jencks (1987). Catalysis in Chemistry and Enzymology. Dover Publications. ISBN 0486654605.

1. ↑  Dixon JE, Denu JM (1998). „Protein tyrosine phosphatases: mechanisms of catalysis and regulation”. Curr Opin Chem Biol. 2 (5): —. PMID 9818190.
2. ↑  Paul S, Lombroso PJ (2003). „Receptor and nonreceptor protein tyrosine phosphatases in the nervous system”. Cell. Mol. Life Sci. 60 (11): —. PMID 14625689. doi:10.1007/s00018-003-3123-7.
3. ↑  Barford D, Das AK, Egloff MP (1998). „The structure and mechanism of protein phosphatase s: insights into catalysis and regulation”. Annu. Rev. Biophys. Biomol. Struct. 27: —. PMID 9646865. doi:10.1146/annurev.biophys.27.1.133.
4. ↑  Su XD, Taddei N, Stefani M, Ramponi G, Nordlund P (1994). „The crystal structure of a low-molecular-weight phosphotyrosine protein phosphatase”. Nature. 370 (6490): 575—8. PMID 8052313. doi:10.1038/370575a0.
5. ↑  Stuckey JA, Schubert HL, Fauman EB, Zhang ZY, Dixon JE, Saper MA (1994). „Crystal structure of Yersinia protein tyrosine phosphatase at 2.5 A and the complex with tungstate”. Nature. 370 (6490): 571—5. PMID 8052312. doi:10.1038/370571a0.
6. ↑  Yuvaniyama J, Denu JM, Dixon JE, Saper MA (1996). „Crystal structure of the dual specificity protein phosphatase VHR”. Science. 272 (5266): 1328—31. PMID 8650541. doi:10.1126/science.272.5266.1328.
7. ↑  Aceti DJ; Bitto E; Yakunin AF;  . (2008). „Structural and functional characterization of a novel phosphatase from the Arabidopsis thaliana gene locus At1g05000”. Proteins. 73 (1): 241—53. PMID 18433060. doi:10.1002/prot.22041.

## Spoljašnje veze
- Pregled i relevantne publikacije
- Protein-Tyrosine-Phosphatase на 
- EC 3.1.3.48